# Novi Merwede
Novi Merwede (nizozemska izgovorjava: [ˌniuə ˈmɛrʋeːdə] ; "Novi Merwede") je nizozemski kanal, ki ga večinoma napaja reka Ren in je bil zgrajen leta 1870, da bi tvoril krak v delti Ren–Meuse. Izkopali so ga vzdolž splošnih poti številnih manjših Biesboschih potokov, da bi zmanjšali tveganje poplav s preusmeritvijo vode stran od Beneden Merwede ter olajšali plovbo in uredili rečno plovbo v vse bolj zamuljeni delti.
Je ena izmed številnih rek, imenovanih Merwede. Na najbolj gorvodnem mestu teče reka Boven Merwede ("Zgornji Merwede"), ki je sama nadaljevanje reke Ren - Waal in do leta 1904 tudi Meuse (danes zaprte Zajezene Meuse). Boven Merwede se v bližini kraja Hardinxveld-Giessendam odcepi v reko Beneden Merwede ("Spodnji Merwede") na severozahodu in Novi Merwede na jugozahodu. Novi Merwede se združi z reko Bergse Meuse blizu Lage Zwaluwe in tvori estuarij Holandski Diep ter ločuje otok Dordrecht od narodnega parka Biesbosch .
Kanala Novi Merwede ne prečka noben most ali tunel. Z otokom Dordrecht je povezava le trajekt za avtomobile na zahodu v "Kop van 't Land" do Brabantse Oever, Werkendam (Biesbosch).